# Маурер, Маттиас
Маттиас Йозеф Маурер (нем. Matthias Jozef Maurer; род. 18 марта 1970, Санкт-Вендель, Саар, ФРГ) — немецкий астронавт Европейского космического агентства, 12-й астронавт Германии и 579-й космонавт мира. Доктор наук в области материаловедения и инженерии. Совершил космический полёт к Международной космической станции на корабле Dragon 2 в качестве специалиста полёта третьей эксплуатационной миссии SpaceX Crew-3 с 11 ноября 2021 года по 6 мая 2022 года. Участник основных космических экспедиций МКС-66/МКС-67. Продолжительность полёта составила 176 суток 2 часа 39 минут. Совершил один выход в открытый космос продолжительностью 6 часов 54 минуты.

## Ранние годы, образование
Матиас Маурер родился 18 марта 1970 года в городе Санкт-Вендель, земля Саар, ФРГ).
С 1989 года, после окончания средней школы в городе Санкт-Венделе, проходил обязательную гражданскую службу в качестве фельдшера в Мальтийской аварийной службе. В 1996 году получил диплом по материаловедению в Европейской школе материаловедения в Нанси (Франция), продолжил обучение в Саарландском университете, после окончания которого в 1998 году получил два диплома инженера в области материаловедения и технологии материалов. Будучи студентом, работал младшим научным сотрудником и участвовал в исследованиях интерметаллических материалов для высокотемпературных применений. С 1999 по 2004 год Матиас работал инженером проекта и старшим научным сотрудником в Рейнско-Вестфальский технический университет Ахена (Германия). В 2004 году защитил докторскую диссертацию на тему «Легкие композиты из алюминиевой пены с покрытиями, нанесенными методом термического напыления» в Институте материаловедения Ахенского университета. Диссертация была отмечена несколькими научными премиями в 2004 и 2005 годах. После получения докторской степени Маурер совершил в течение года кругосветное путешествие
В 2006 году Маурер успешно окончил дополнительный курс экономики в Хагенском заочном университете (Германия) и получил степень магистра по экономике. С 2006 по 2010 годы работал инженером-проектировщиком в международной медицинской компании, занимающейся исследованиями новых материалов и технологий для производства фильтров, используемых для диализа крови.
Маурер имеет несколько патентов в области материаловедения. Он свободно говорит на четырех языках: немецком, английском, испанском, французском, также проходит интенсивную языковую подготовку на русском и китайском языках.

## Космическая подготовка
В 2008 году принимал участие в четвертом наборе в отряд астронавтов ЕКА, но в число отобранных кандидатов в астронавты включён в 2009 году не был. С 2010 года работал в Центре подготовки европейских астронавтов инженером в группе поддержки экипажей и оператором связи с европейскими астронавтами на орбите. С 2012 года участвовал в разработке совместных проектов с новыми международными партнерами и подготовке программ исследований вне МКС. В сентябре 2014 года Маурер, вместе с космонавтами Роскосмоса Александром Мисуркиным и Сергеем Кудь-Сверчковым, астронавтом NASA Скоттом Тинглом и астронавтом ESA Лукой Пармитано, принимал участие в эксперименте ЕКА CAVES 2014 по изоляции в пещерах на острове Сардиния (Италия).
В июле 2015 года был включен в состав отряда европейских астронавтов. Летом 2016 года в качестве члена экипажа принимал участие в подводной экспедиции миссии НАСА по операциям в экстремальной окружающей среде (NEEMO-21). Провёл 16 дней под водой для тестирования оборудования для Международной космической станции и будущих миссий на Марс.
25 сентября 2018 года, после завершения трёхлетнего курса подготовки, был представлен в Центре подготовки европейских астронавтов в Кёльне в качестве действующего астронавта ЕКА.
В июле 2020 года Маурер был включён в состав дублирующего экипажа SpaceX Crew-2. 14 декабря 2020 года был официально назначен специалистом полета в основной экипаж корабля SpaceX Crew-3, старт которого назначен на конец 2021 года. Проходил подготовку в Центре подготовки космонавтов имени Ю. А. Гагарина. Планируется, что Маурер может выйти в открытый космос в российском скафандре.

## Полёт
Запуск Crew Dragon состоялся 11 ноября 2021 года в 02:03 UTC с помощью ракеты-носителя Falcon 9 в 02:03 UTC со стартового комплекса LC-39A Космического центра имени Кеннеди на мысе Канаверал. Стыковка с МКС осуществлена 12 ноября 2021 года в 01:25 UTC.
23 марта 2022 года астронавты Матиас Маурер и Раджа Чари совершили выход в открытый космос, который продлился 6 часов 54 минуты. Астронавты установили шланги на клапанный блок радиатора, которые направляют аммиак через радиаторы, отводящие тепло. Кроме того, Чари и Маурер заменили внешнюю камеру, установили кабель питания и передачи данных на научную платформу Bartolomeo на модуль Columbus и внесли некоторые другие улучшения. Внутри станции астронавты НАСА Кайла Бэррон и Том Маршберн управляли роботизированной рукой Canadarm2, чтобы помочь астронавтам. Во время миссии в шлеме у Маурера образовался слой воды. Наземный контроль сказал, что для Маурера «нет никакой опасности», астронавт улыбался, несмотря на проблемы.
5 мая 2022 года в 5:20 UTC корабль отстыковка от МКС и в 4:44 UTC 6 мая 2022 года приводнился в Атлантическом океане близ штата Флорида.
Статистика полётов
| # | Стартовый корабль      | Старт, UTC        | Экспедиция                   | Корабль посадки | Посадка, UTC     | Налёт                     | Выходы в открытый космос | Время в открытом космосе |
| - | ---------------------- | ----------------- | ---------------------------- | --------------- | ---------------- | ------------------------- | ------------------------ | ------------------------ |
| 1 | Dragon 2 SpaceX Crew-3 | 11.11.2021, 02:03 | SpaceX Crew-3, МКС-66/МКС-67 | SpaceX Crew-3   | 6.05.2022, 04:44 | 176 суток 2 часа 39 минут | 1                        | 6 часов 54 минуты        |

## Увлечения
Основные увлечения — путешествия, фотография, чтение, политика и изучение иностранных языков. Любит заниматься спортом, особенно ездой на велосипеде и пешим туризмом. Радиолюбитель США с позывным KI5KFH.